# Ілля Соломін
Ілля Соломін — шведський фігурист, срібний призер чемпіонату Швеції (2016), дворазовий чемпіон Швеції серед юніорів.

## Життєпис
Народився 7 травня 1998 року у Києві. Почав займатися фігурним катанням у 2005 році. На рівні новачків катався до 2012—2013 років дебютував на міжнародній арені у жовтні 2013 року на змаганнях ISU Junior Grand Prix у Таллінні (Естонія), де посів 14 місце.
Вперше на найвищому міжнародному рівні виступав на чемпіонаті Європи у Будапешт (Угорщина), але припинив виступи після короткої програми (34 місце). Досяг фіналу на чемпіонаті світу серед юніорів у Софія (Болгарія), де посів 23 місце у короткій програмі, 22 — у довільній і загальне — 22 місце.
Тренери: Олексій Федосєєв, Анна Ельжбета Речніо, колишня польська фігуристка.  
Тренується у Сольно, Тірінге, Гальмстад, Мальме.

## Досягнення
Чемпіонат Швеції з фігурного катання серед юніорів — золота медаль (2015); Чемпіонат Швеції — срібна медаль (2016, 2018), 2019 — п'ятий.
Еліт-серія (серія національних турнірів у Швеції для фігуристів-юніорів і дорослих).